# Подарі (Долж)
Подарі (рум. Podari) — село у повіті Долж в Румунії. Входить до складу комуни Подарі.
Село розташоване на відстані 185 км на захід від Бухареста, 8 км на південь від Крайови.

## Населення
За даними перепису населення 2002 року у селі проживали 3869 осіб.
Національний склад населення села:
| Національність | Кількість осіб | Відсоток |
| -------------- | -------------- | -------- |
| румуни         | 3624           | 93,7%    |
| цигани         | 243            | 6,3%     |

Рідною мовою назвали:
| Мова      | Кількість осіб | Відсоток |
| --------- | -------------- | -------- |
| румунська | 3828           | 98,9%    |
| циганська | 40             | 1,0%     |

## Відомі особистості
В поселенні народився:
- Тудор Ґеорґе (* 1945) — румунський музикант, співак, актор і поет.